# ويلارد يونغ
ويلارد يونغ (بالإنجليزية: Willard Young)‏ هو مهندس أمريكي، ولد في 30 أبريل 1852 في سولت ليك في الولايات المتحدة، وتوفي بنفس المكان في 25 يوليو 1936.